# Associazione Calcio Cologna Veneta
L'Associazione Calcio Cologna Veneta è una società calcistica italiana con sede nella città di Cologna Veneta (VR). Milita in Promozione veneta girone A.

## Storia
La squadra del Cologna Veneta è stata fondata nel 1919 come "Associazione Calcio Cologna Veneta", e vanta tre partecipazioni al campionato di Serie C. Oltre a questo, vanta numerose presenze nei campionati regionali.

## Palmarès

### Competizioni regionali
- Eccellenza Veneto: 1

2000-2001 (girone A)
- Prima Divisione: 1

1948-1949
- Prima Categoria: 3

1994-1995 (girone D), 1996-1997 (girone D), 2017-2018 (girone B)
- Seconda Categoria: 2

1993-1994 (girone C), 2014-2015 (girone D)

## Statistiche e record

### Partecipazione ai campionati nazionali
| Livello | Categoria | Partecipazioni | Debutto   | Ultima stagione | Totale |
| ------- | --------- | -------------- | --------- | --------------- | ------ |
| 3º      | Serie C   | 3              | 1945-1946 | 1947-1948       | 3      |
| 4º      |           | 0              |           |                 | 0      |
| 5º      | Serie D   | 5              | 2001-2002 | 2005-2006       | 5      |